# Psylliodes cerenae
Psylliodes cerenae là một loài bọ cánh cứng trong họ Chrysomelidae. Loài này được Gok, Doguet & Cilbiroglu miêu tả khoa học năm 2003.